# 1984年ロサンゼルスオリンピックのノルウェー選手団
1984年ロサンゼルスオリンピックのノルウェー選手団（1984ねんロサンゼルスオリンピックのノルウェーせんしゅだん）は、1984年7月28日から8月12日にかけてアメリカ合衆国のロサンゼルスで開催された1984年ロサンゼルスオリンピックのノルウェー選手団、およびその競技結果。

## 概要
今大会は銀メダル1個、銅メダル2個、合計3個のメダルを獲得した。

## メダル
| メダル | 選手名                         | 競技   | 種目                 |
| ------ | ------------------------------ | ------ | -------------------- |
| 銀     | グレテ・ワイツ                 | 陸上   | 女子マラソン         |
| 銅     | ダグ・オットー・ラウリッツェン | 自転車 | 男子個人ロードレース |